# Tropodiaptomus palustris
Tropodiaptomus palustris é uma espécie de crustáceo da família Diaptomidae.
Pode ser encontrada nos seguintes países: Burundi e República Democrática do Congo.